# أسامة كمال (إعلامي)
أسامة كمال (14 أغسطس 1961 -) هو إعلامي ومذيع مصري.

## حياته ونشأته
ولد في الإسكندرية في 14 أغسطس سنة 1961، تعلم في مدرسة كلية فيكتوريا حتي تخرج عام 1979، حصل علي درجة الليسانس في كلية اللغات والترجمة جامعة الأزهر بالقاهرة عام 1984. لديه شقيقين أكبر منه في العمر، أحدهما يعيش في الولايات المتحدة الأمريكية، والثاني ضابط بحري سابق.

## مسيرته
عمل أسامة مترجمًا للرئيس الأسبق حسني مبارك لمدة 11 عاما، كما عمل "مترجم فوري" في التلفزيون المصري، وكان مزاملًا لكبار المترجمين في مصر.
ترجم كمال عدداً كبيراً من المؤتمرات، وعمل في الترجمة الحرة وصولًا إلى تدريس الترجمة الفورية في جامعات بارزة، مثل الجامعة الأمريكية والأكاديمية العربية للعلوم والتكنولوجيا والنقل البحري بالإسكندرية.
تعلم الترجمة الفورية على يد سليم رزق الله مترجم الرؤساء عبد الناصر والسادات ومبارك، ووصفه بالرجل العظيم.
ترك أسامة كمال الترجمة الفورية نظراً لصعوبتها، ويصعب معه الانتظام في العمل، وكان يعمل في الإعلام ويدرس بالجامعة، ويقوم بأعمال الترجمة، وظل يوقف نشاطاته مع كبره في السن حتى توقف عن الترجمة وكافة الأنشطة واكتفى بالعمل الإعلامي.
تنقل بين عدد من القنوات الفضائية منها
- الفضائية المصرية قبل أن ينتقل لقناة القاهرة والناس ليقدم برنامج القاهرة 360 مساء كل خميس وجمعة من كل أسبوع.
- برنامج 90 دقيقة علي قناة المحور.

## وصلات خارجية
- أسامة كمال على موقع قاعدة بيانات الأفلام العربية